# Katsuni
Katsuni, pseudonimo di Céline Tran (Lione, 9 aprile 1979), è un'ex attrice pornografica francese, in precedenza nota anche come Katsumi.

## Biografia

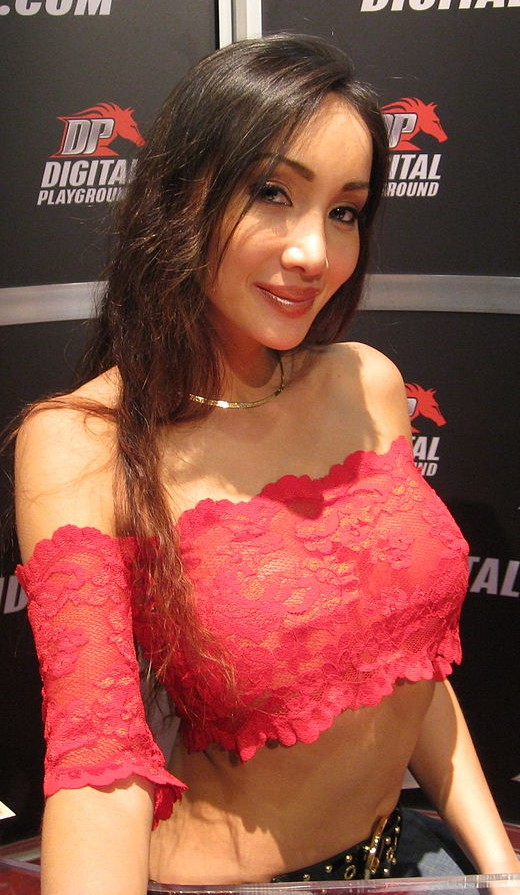
Katsuni nel 2008

Nata da padre vietnamita e madre francese, ha studiato all'Istituto Grenoble scienze politiche e poi ha cambiato facoltà con letteratura.  Katsumi è un nome (sia maschile che femminile) giapponese.  A 21 anni, mentre studiava ancora, ha posato per la rivista Penthouse.

## Carriera
Debutta nell'industria pornografica nel 2001 e nel 2003 si è trasferita negli Stati Uniti per concentrare il proprio lavoro in un mondo più produttivo.
Secondo il suo sito su MySpace Katsuni ha vinto numerosi premi, tra cui quattro premi per scene di sesso anale, ad esempio il 2004 "Best Anal Sex Scene" NINFA award al The International Erotic Film Festival di Barcellona e nella stessa categoria tre AVN Awards per tre anni consecutivi, dal 2004 al 2006. Lavora sia in Europa che negli Stati Uniti.
Katsuni, secondo la sua pagina di MySpace, è atea. Tra il maggio ed il giugno del 2006 si è sottoposta a un'operazione di mastoplastica additiva, per l'ingrandimento del seno, passando dalla taglia 34B alla 34D. Pochi mesi dopo aver cambiato il suo nome in Katsuni a causa di una disputa legale, ha firmato un contratto esclusivo con la Digital Playground, diventando la prima artista francese a firmare un contratto con la casa di produzione. Nel 2011 la rivista Complex l'ha inserita come terza nella classifica delle 50 migliori pornostar asiatiche di tutti i tempi.
Secondo il sito IAFD, la sua carriera di attrice si è svolta negli anni dal 2001 al 2013. Come regista, ha diretto tre film tra il 2011 ed il 2012.
Nel 2013 ha annunciato il suo ritiro dalle scene per concentrarsi su un'altra forma di intrattenimento e si è trasferita in Francia ed ha iniziato a usare nuovamente il suo nome di nascita, Céline Tran. Dopo il ritiro dalle scene, è stata inserita nel 2014 nella Hall of Fame degli AVN Awards.
Nel 2017 ha girato per la prima volta un ruolo importante, in un film non pornografico, nel ruolo dell'antagonista "Madame Butterfly" nel film cambogiano Jailbreak.

## Premi
AVN Awards

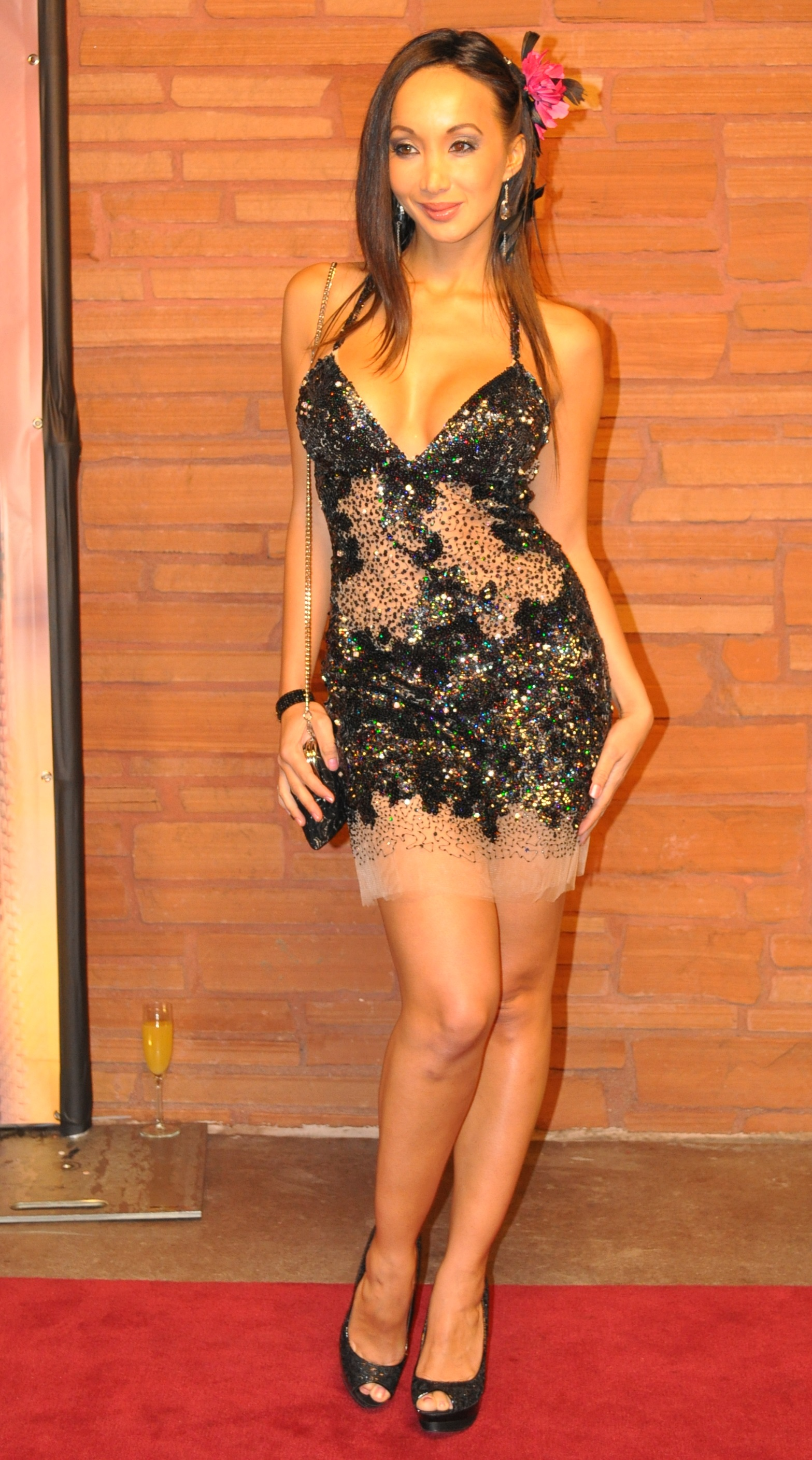
Katsuni agli AVN Awards nel 2011

- 2004 - Best Anal Sex Scene (video) in Multiple P.O.V. con Gisselle e Michael Stefano[17]
- 2004 - Best Sex Scene In A Foreign Shot Production per Katsumi's Affair con Steve Holmes[18]

- 2005 - AVN Award for Female Foreign Performer of the Year[19]
- 2005 - AVN Award for Best Anal Sex Scene (video) in Lex Steele XXX 3 con Lexington Steele[19]
- 2005 - AVN Award for Best Group Sex Scene (film) in Dual identity con Savanna Samson e Alec Metro[19]
- 2006 - AVN Award for Female Foreign Performer of the Year[20]
- 2006 - AVN Award for Best Anal Sex Scene (video) in Cumshitters con Manuel Ferrara[20]
- 2006 - AVN Award for Best Tease Performance in Ass Worship 7[20]
- 2007 - AVN Award for Female Foreign Performer of the Year[21]
- 2007 - AVN Award for Best Supporting Actress (video) in Fashionistas Safado - The Challenge[21]
- 2007 - AVN Award for Best Group Sex Scene (film) in FUCK con Carmen Hart, Kirsten Price, Mia Smiles, Eric Masterson, Chris Cannon, Tommy Gunn e Randy Spears[21]
- 2007 - AVN Award for Best All-Girl Sex Scene (film) in FUCK con Jessica Drake, Felecia, Clara G.[21]
- 2008 - AVN Award for Best Three-Way Sex Scene - Video in Fashionistas Safado: Berlin con Mélissa Lauren e Rocco Siffredi[22]
- 2011 - AVN Award for Wildest Sex Scene (Fan Award) per Body Heat con Kayden Kross, Jesse Jane, Riley Steele e Raven Alexis[23]
- 2011 - AVN Award for Best All-Girl Group Sex Scene per con Body Heat con Kayden Kross, Jesse Jane, Riley Steele e Raven Alexis[24]
- 2014 - AVN Award for Hall of Fame - Video Branch[25]

XBIZ Awards
- 2011 - Foreign Female Performer Of The Year[26]
- 2012 - Crossover Star Of The Year[27]

## Filmografia

### Attrice
- Amazone Sex (2002)
- Hip Hop SexNonStop (2002)
- Hip Hop SexNonStop 2 (2002)
- Secrets of the Kama Sutra (2002)
- Strano Natale di Mastrociccio (2002)
- Anal Trainer 4 (2003)
- Angel: Sex Money Power (2003)
- Barely Legal 39 (2003)
- Biggz and the Beauties 3 (2003)
- Black Dicks in Asian Chicks 1 (2003)
- Black Reign 1 (2003)
- Breakin' 'Em In 5 (2003)
- Campus Confessions 7 (2003)
- Campus Confessions 8 (2003)
- Celibataires (2003)
- Crack Her Jack 2 (2003)
- Crazy Bullets (2003)
- Cumstains 1 (2003)
- Dossier Prostituzione (2003)
- Double Play 1 (2003)
- Dripping Wet Pink 4 (2003)
- Dual Identity (2003)
- I Love 'em Natural 1 (2003)
- Infirmières de Charme (2003)
- Initiations 14 (2003)
- Katsumi's Affair (2003)
- Lessons In Lust 2 (2003)
- Lewd Conduct 18 (2003)
- Me Luv U Long Time 4 (2003)
- Multiple POV 1 (2003)
- Palais des phantasmes (2003)
- Personal Taboo (2003)
- POV Pervert 1 (2003)
- Private Secretaries (2003)
- Show Must Go On (2003)
- Sport Fucking 1 (2003)
- Tight and Asian 3 (2003)
- Tits And Ass 4 (2003)
- Who's Your Daddy 2 (2003)
- Young And Wild 4 (2003)
- 2 Dicks in 1 Chick 7 (2004)
- 2 on 1 17 (2004)
- Addicted to Sex (2004)
- Anal Thrills 2 (2004)
- Artcore 1: House of Whores (2004)
- Asian Street Hookers 37 (2004)
- Ass Slaves 2 (2004)
- ATM Machine 4 (2004)
- Butthole Reamers (2004)
- Coming On Set (2004)
- Cum Stained Casting Couch 1 (2004)
- Dark Side (2004)
- Dark Side of Briana (2004)
- Dirrty 3 (2004)
- Double Penetration 1 (2004)
- Double Stuffed 3 (2004)
- Enjoy 5 (2004)
- European Mail Order Brides 2 (2004)
- Gangbang Auditions 13 (2004)
- Girls of Sodom (2004)
- Hardcore Models (2004)
- Hustler Centerfolds 1 (2004)
- Iron Head 1 (2004)
- Jack's Anal Initiations 1 (2004)
- Jack's Playground 9 (2004)
- Jonni Darkko's Anal Perversions 3 (2004)
- Lex Steele XXX 3 (2004)
- Lolita Connection (2004)
- Lost Angels: Katsumi (2004)
- Love Dat Asian Pussy 2 (2004)
- Mandingo 10 (2004)
- Millionaire 2 (2004)
- No Cum Dodging Allowed 3 (2004)
- Once You Go Black 3 (2004)
- Pokerwom (2004)
- Pretty Pussy (2004)
- Private Xtreme 13: A Woman's Ass is a Beautiful Thing (2004)
- Private Xtreme 15: Ass Games (2004)
- Private XXX 17: Sex Kittens (2004)
- Professianals 2 (2004)
- Psycho-Klinik (2004)
- Rectal Rooter 7 (2004)
- Rub My Muff 1 (2004)
- Service Animals 16 (2004)
- Sexual Predators 1 (2004)
- Sinful Asians 3 (2004)
- Slam It in Deeper (2004)
- Soloerotica 4 (2004)
- Soloerotica 5 (2004)
- Sophisticated Sluts (2004)
- Spent 1 (2004)
- Stick It 2 (2004)
- Sweatshop (2004)
- There's Something About Jack 29 (2004)
- Toxic (2004)
- Up the Dirt Track (2004)
- Up Your Ass 22 (2004)
- Vixens In Uniform (2004)
- Adult Video News Awards 2005 (2005)
- American Dreams (2005)
- Anal Cavity Search 1 (2005)
- Anal Expedition 6 (2005)
- Anal Madness (2005)
- Asian Erotica (2005)
- Asian Invaders 2 (2005)
- Asians 2 (2005)
- Ass Cream Pies 6 (2005)
- Ass Fanatics 2 (2005)
- Ass Worship 7 (2005)
- Assault That Ass 6 (2005)
- Asstronomical (2005)
- Assturbators 2 (2005)
- Assylum (II) (2005)
- Barely Legal All Stars 4 (2005)
- Bellisima (2005)
- Butt Quest 4 (2005)
- Crack Addict 3 (2005)
- Cum Beggars 2 (2005)
- Cumshitters 1 (2005)
- Dear Celeste (2005)
- Double Dip-her 1 (2005)
- Double Parked 13 (2005)
- Double Penetration 2 (2005)
- Drive (2005)
- Erotik (2005)
- Euro Domination 4 (2005)
- Euro Domination 5 (2005)
- Exotically Erotic (2005)
- Feeding Frenzy 7 (2005)
- Full Anal Access 5 (2005)
- Here's The Thing About My Blowjobs (2005)
- I Love 'em Asian 1 (2005)
- I'll Do Anything For You 4 (2005)
- Intensitivity 5 (2005)
- Invasian 2 (2005)
- Jack's Playground 28 (2005)
- Jack's Teen America 4 (2005)
- Katsumi's Dirty Deeds (2005)
- Madame (2005)
- Megasexus (2005)
- Mouth 2 Mouth 1 (2005)
- Mr. Chew's Asian Beaver 2 (2005)
- Nasty Dreams (2005)
- Nerdz (2005)
- Palle in Canna (2005)
- Penetration Nation (2005)
- Playful Exotic Bottoms (2005)
- Pleasure 2 (2005)
- Pole Position 3 (2005)
- Pop 3 (2005)
- Pretty Mess (2005)
- Pussy Foot'n 12 (2005)
- Pussy Foot'n 13 (2005)
- Pussy Foot'n 14 (2005)
- Pussy Kat (2005)
- Rocco: Animal Trainer 19 (2005)
- Sakura Tales 7 (2005)
- Silverback Attack 1 (2005)
- Soloerotica 6 (2005)
- Spunk'd 2 (2005)
- Strap It To Me 5 (2005)
- Suck Fuck Swallow 3 (2005)
- Swallow (2005)
- Taboo 4 (2005)
- Up'r Class 2 (2005)
- Virtual Katsumi (2005)
- Voracious 2 (2005)
- White on Rice (2005)
- Who Fucked Rocco (2005)
- Whore Next Door (2005)
- XXX Rays (2005)
- 18 and Natural 3 (2006)
- A2M 9 (2006)
- Afro Invasian 1 (2006)
- Anal Brigade (2006)
- Anal Expedition 10 (2006)
- Asian Brotha Lovers 3 (2006)
- Ass To Heels 1 (2006)
- Assassin 4 (2006)
- Asstravaganza 2 (2006)
- Asswhole 3 (2006)
- Belladonna: Fetish Fanatic 4 (2006)
- Blown Away 1: Asian vs. Latin (2006)
- Brianna Love Oversexed (2006)
- Bring Your A Game 1 (2006)
- Bring Your A Game 2 (2006)
- Buffy Malibu's Nasty Girls 33 (2006)
- China Vagina (2006)
- Cockasian 1 (2006)
- Crank Shaft 1 (2006)
- Cum Buckets 6 (2006)
- Cum Sucking Whore Named Katsumi (2006)
- Deeper 2 (2006)
- Down The Hatch 18 (2006)
- Exposed: Featuring Katsumi (2006)
- Fashionistas Safado: The Challenge (2006)
- Four On The Whore 2 (2006)
- Fuck (2006)
- Girls Of Amateur Pages 8 (2006)
- Hellcats 11 (2006)
- Hellfire Sex 6 (2006)
- Hot Turn Overs (2006)
- I Love Katsumi (2006)
- Look What's Up My Ass 8 (2006)
- Love Between The Cheeks (2006)
- Manuel Ferrara's POV 2 (2006)
- Me So Asian 2 (2006)
- Nassty Dreams 2 (2006)
- Naughty Office 6 (2006)
- Obsession (2006)
- Pornochic 12: Katsumi (2006)
- Slave Dolls 2 (2006)
- Smother Sisters (2006)
- Ultrapussy (2006)
- Urgencies (2006)
- Wetter The Better 3 (2006)
- X-Cheerleaders Gone Fuckin' Nuts 1 (2006)
- Anal Prostitutes On Video 4 (2007)
- Asian 1 On 1 2 (2007)
- Asian Persuasion 1 (2007)
- Bangin It Euro Style (2007)
- Bring Your A Game 3 (2007)
- Cockasian 2 (2007)
- Cybervamps (2007)
- Deeper 7 (2007)
- Double Bubble White Booty 1 (2007)
- Double Penetration 4 (2007)
- Evilution 3 (2007)
- Fantasy All Stars 4 (2007)
- Fashionistas Safado: Berlin (2007)
- French ConneXion (2007)
- Glamour (2007)
- In My Butt (2007)
- Jack's Playground 34 (2007)
- Jesse's Juice (2007)
- Kaylani Unleashed (2007)
- Madness - Follia (2007)
- Naughty America: 4 Her 1 (2007)
- Outrageous Asstastic Asians 1 (2007)
- Perfection: Touch Me (2007)
- Pu-Tang Dynasty (2007)
- Soloerotica 9 (2007)
- Taboo: Maximum Perversions (2007)
- Tastes Like Cum 2 (2007)
- Tunnel Vision 2 (2007)
- Virtual Sex With Katsumi (2007)
- Accidental Hooker (2008)
- Anabolic Superstars (2008)
- Award Winning Anal Scenes 2 (2008)
- Battle of the Sluts 2: Katsuni Vs Melissa Lauren (2008)
- Blown Away 3 (2008)
- Charmane Star's Asian Booty Busters (2008)
- Defend Our Porn (2008)
- Fortune Cookie Express (2008)
- Gag on This 24 (2008)
- I Love 'em Asian (2008)
- It's The Chicks 3 (2008)
- Jack's Big Tit Show 7 (2008)
- Katsuni: Minx (2008)
- Life Of Tiffany (2008)
- Mike John's Sperm Overload 2 (2008)
- MILF Hookers 1 (2008)
- MILF Hookers 3 (2008)
- Naked Aces 3 (2008)
- Pirates II: Stagnetti's Revenge (2008)
- Sexual Freak 10: Katsuni (2008)
- Suck My Cock 3 (2008)
- Video Nasty 4: Katsuni (2008)
- X Cuts: Dream Teens 2 (2008)
- Asian Coeds (2009)
- Cockasian 4 (2009)
- Dirty Blondes (2009)
- Double Time (2009)
- Fetish Academy 4 (2009)
- Is He There? (2009)
- Katsuni: Opened Up (2009)
- Nurses 1 (2009)
- Sinful (II) (2009)
- Suck My Cock 7 (2009)
- Teachers (2009)
- You and Us (2009)
- Young DP 2 (2009)
- Asianals (2010)
- Baby I Wanna Cum For You 1 (2010)
- Body Heat (2010)
- Dirty Me (2010)
- Fly Girls (2010)
- Asa Akira Is Insatiable 2 (2011)
- Asian Booty 2 (2011)
- Asian Massage Parlor (2011)
- Big Tits In Sports 8 (2011)
- Bombshells 2 (2011)
- Breast in Class 2: Counterfeit Racks (2011)
- Evil Anal 13 (2011)
- Fatal Seduction (2011)
- Girls Kissing Girls 8 (2011)
- Inari Loves Girls (2011)
- Inside the Orient 7 (2011)
- Katsuni's Casting Couch (2011)
- Nacho Vidal Back 2 USA (2011)
- Net Skirts 6.0 (2011)
- Office Seductions 3 (2011)
- Phat Bottom Girls 4 (2011)
- Raw 8 (2011)
- Real Wife Stories 11 (2011)
- Sexy (2011)
- Slutty and Sluttier 14 (2011)
- Squirtigo (2011)
- Starstruck 2 (2011)
- Superstar Showdown 6: Asa Akira vs. Katsuni (2011)
- Total Black Invasian 2 (2011)
- U.S. Sluts 2 (2011)
- American Daydreams 10 (2012)
- Anal Champions of the World (2012)
- Asa Loves Girls (2012)
- Asian 1 On 1 4 (2012)
- Asian Anal Addiction (2012)
- Asian Anal Assassins (2012)
- Belladonna's How to Fuck 1 (2012)
- Big Tits At Work 15 (2012)
- Big Tits At Work 17 (2012)
- Brazzers Presents: The Parodies 2 (2012)
- Girlfriends 4 (2012)
- High Class Ass 1 (2012)
- In Bed With Katsuni (2012)
- Inside the Orient 8 (2012)
- Internal Investigation (2012)
- Jules Jordan: The Lost Tapes 3 (2012)
- Just Tease 3 (2012)
- Last Tango (2012)
- Legends and Starlets 6 (2012)
- Leisure Suit Ralphy XXX: A Hardcore Game Parody (2012)
- Lesbian Office Seductions 7 (2012)
- Lesbian Voyeur (2012)
- MILFs Seeking Boys (2012)
- My Dad's Hot Girlfriend 13 (2012)
- My Sister Céline (2012)
- Office Affairs (2012)
- Orgasm (2012)
- Orgy: The XXX Championship 2 (2012)
- Parodies 2 (2012)
- Pornstar Spa 2 (2012)
- Sauna Girls (2012)
- Super Anal Cougars 3 (2012)
- Superporn 2 (2012)
- Teenage Assfixiation (2012)
- Threes Please Me (2012)
- Throat Fuckers (II) (2012)
- U.S. Sluts 3 (2012)
- Up My Asian Ass (2012)
- Virtual Katsuni And Daisy (2012)
- Foreign Fuckers (2013)
- I Do Privates (2013)
- Lesbian Doms and Subs 2 (2013)
- Lesbian One Night Stand (2013)

### Regista
- Katsuni's Casting Couch (2011)
- In Bed With Katsuni (2012)
- Orgy: The XXX Championship 2 (2012)